# Lista de condados de Nevada
Há 16 condados e uma Cidade independente no estado americano de Nevada. Em 1864, Nevada foi aceita pelo país com apenas 11 condados. Em 1969, o Condado de Ormsby e a cidade de Carson City se unificaram em um só governo municipal, conhecido como Carson City.

## Lista de condados
| Condado     | Palácio da Justiça | FIPS  | Sede de condado     | Data de criação    | Etimologia        | População (Censo 2010) | Área total    | Mapa |
| ----------- | ------------------ | ----- | ------------------- | ------------------ | ----------------- | ---------------------- | ------------- | ---- |
| Carson City |                    | «510» | Cidade independente | 1969               |                   | 55 274                 | 407,25 km²    |      |
| Churchill   |                    | «001» | Fallon              | 1861               |                   | 24 877                 | 13 012,26 km² |      |
| Clark       |                    | «003» | Las Vegas           | 1909               |                   | 1 951 269              | 20 877,40 km² |      |
| Douglas     |                    | «005» | Minden              | 1861               |                   | 46 997                 | 1 910,48 km²  |      |
| Elko        |                    | «007» | Elko                | 1869               |                   | 48 818                 | 44 555,44 km² |      |
| Esmeralda   |                    | «009» | Goldfield           | 1861               |                   | 783                    | 9 295,57 km²  |      |
| Eureka      |                    | «011» | Eureka              | 1 de março de 1873 |                   | 1 987                  | 10 826,05 km² |      |
| Humboldt    |                    | «013» | Winnemucca          | 1861               |                   | 16 528                 | 25 013,64 km² |      |
| Lander      |                    | «015» | Battle Mountain     | 1862               |                   | 5 775                  | 14 295,41 km² |      |
| Lincoln     |                    | «017» | Pioche              | 1866               |                   | 5 345                  | 27 549,68 km² |      |
| Lyon        |                    | «019» | Yerington           | 1861               |                   | 51 980                 | 5 242,65 km²  |      |
| Mineral     |                    | «021» | Hawthorne           | 1911               |                   | 4 772                  | 9 875,57 km²  |      |
| Nye         |                    | «023» | Tonopah             | 1864               |                   | 43 946                 | 47 134,18 km² |      |
| Pershing    |                    | «027» | Lovelock            | 1919               |                   | 6 753                  | 15 714,57 km² |      |
| Storey      |                    | «029» | Virginia City       | 1861               |                   | 4 010                  | 682,82 km²    |      |
| Washoe      |                    | «031» | Reno                | 1861               | Os índios Washoe. | 421 407                | 16 944,25 km² |      |
| White Pine  |                    | «033» | Ely                 | 1869               |                   | 10 030                 | 23 042,50 km² |      |